# Перекип
Перекип — річка в Україні у Стрийському районі Львівської області. Права притока річки Бридниці (басейн Дністра).

## Опис
Довжина річки приблизно 9,98 км, найкоротша відстань між витоком і гирлом — 7,47  км, коефіцієнт звивистості річки — 1,34 . Формується декількома безіменними струмками.

## Розташування
Бере початок у листяному лісі урочища Седлиська. Тече переважно на північний схід через сенло Рудники та урочище Грабовець і впадає у річку Бридницю, праву прнитоку річки Дністра.

## Цікаві факти
- У селі Рудники річку перетинає автошлях Т 1402[3] (автомобільний шлях територіального значення у Львівській області.).